# Pseudochromis jace
Pseudochromis jace, thường được gọi là đạm bì zipper, là một loài cá biển thuộc chi Pseudochromis trong họ Cá đạm bì. Loài này được mô tả lần đầu tiên vào năm 2008. Loài này được đặt theo tên của 4 người con của Lisa và Michael Anderson, những người đã có đóng góp trong việc tìm ra loài này, bằng cách ghép những chữ cái đầu tiên trong tên của chúng (Jonathan, Alex, Charlie, và Emily).

## Phân bố và môi trường sống
P. jace được mô tả từ 3 mẫu vật được thu thập ở vùng vịnh Triton, thuộc tỉnh Tây Papua (phía tây New Guinea), Indonesia. P. jace sinh sống xung quanh các rạn san hô trên sườn dốc ở những vùng đáy cát hoặc đá sỏi có độ sâu tương đối lớn, được ghi nhận trong khoảng từ 38 đến 52 m.

## Mô tả
Mẫu vật P. jace lớn nhất đạt kích thước khoảng 6,3 cm. Cơ thể có màu trắng hồng với dải sọc đen rộng kéo dài từ mõm, băng qua mắt, đến hết phần lưng trên, kết thúc ở phía trên của cuống đuôi. Sọc chuyển thành màu xám nâu nhạt về phía sau. Mống mắt màu xanh lam, con ngươi có viền màu cam. Vây lưng có màu vàng. Nửa dưới của vây đuôi có màu hơi xám. Tất cả các vây còn lại màu trắng trong suốt.
Số ngạnh ở vây lưng: 3; Số vây tia mềm ở vây lưng: 26; Số ngạnh ở vây hậu môn: 3; Số vây tia mềm ở vây hậu môn: 15; Số vảy ở đường bên trước: 30 - 34; Số vảy ở cuống đuôi: 18 - 20.
Thức ăn của P. jace có lẽ là rong tảo và các sinh vật phù du nhỏ. Chúng có thể sống đơn độc hoặc bơi thành từng cặp.